# Logone
Logone eller Logone-floden er en hovedbiflod til floden Chari og ligger i det vestlige Centralafrikanske Republik, det nordlige Cameroun og det sydlige Tchad. Mange sumpe og vådområder omringer floden.
12°06′22″N 15°02′07″Ø / 12.1061°N 15.0353°Ø